# A Centaur’s Life
Centaur no Nayami (яп. セントールの悩み Сэнто:ру но Наями, «Беспокойства кентавра») — комедийная манга Кэя Мураямы, публикующаяся с февраля 2011 года издательством Tokuma Shoten в журнале Monthly Comic Ryū. Аниме-адаптация студии Haoliners Animation League транслировалась с июля по сентябрь 2017 года.

## Сюжет
Мир произведений схож с реальным, но в нем эволюция пошла другим путём, поэтому мифологические существа вроде кентавров, русалок, сатиров и драконов заняли места людей в современном обществе. Сюжет повествует о жизни Химэно Кимихара, юной девушке-кентавре, а также её друзьях и семье.

## Персонажи
Химэно Кимихара (яп. 君原 姫乃 Кимихара Химэно)
Озвучена: Сэриа Фукагава
Мягкая девушка-кентавр. Дружелюбна и общительна. Она находится в возрасте, когда беспокоится о своём внешнем виде, например, размере груди. Друзья прозвали её «Химэ» (с яп. — «принцесса»).
Нодзоми Гокураку (яп. 獄楽 希 Гокураку Нодзоми)
Озвучена: Юки Кувахара
Дракон, одна из лучших подруг Химэно. Живет и преподаёт карате в додзё. Невероятно сильна, умеет драться. Часто в виде благодарностей получает от своих учеников шоколад. Она немного грубая, носит короткую причёску, не разбирается в моде, из-за чего иногда окружающие часто дразнят её «пацанкой».  С учёбой испытывает трудности, так что подругам приходится помогать ей.
Кёко Нараку (яп. 名楽 羌子 Нараку Кё:ко)
Озвучена: Харука Сираиси
Наполовину сатир, одна из лучших подруг Химэно. Красивая и сдержанная, похожа на старшего брата. Плохо переносит жару и холод. Физически не отличается развитием, что является поводом для насмешек со стороны Нодзоми. Даже несмотря на это, дорожит дружбой с ней, часто помогает с учёбой. Помогает отцу-писателю, работая его личным секретарём.
Манами Митама (яп. 御魂 真奈美 Митама Манами)
Озвучена: Юна Камакура
Ангелочек. Староста класса, где учатся главные героини. Ответственна в работе. Присматривает за своими четырьмя младшими сестрами, которых очень любит. Помогает отцу по хозяйству.
Мицуё Акэти (яп. 朱池 美津代 Акэти Мицуё)
Озвучена: Эми Миядзима
Дерзкая девушка с бараньими рогами и хвостиком. Она лесбиянка и состоит в отношениях с Инукай, но любит дразнить других девушек. Увлекается шитьём и разбирается в моде. Добра и дружелюбна.
Инукай Мити (яп. 犬養)
Озвучена: Хонока Куроки
Девушка с рогом единорога, партнёрша Мицуё. Тихая и скромная.
Макото Комори (яп. 小守 真 Комори Макото)
Озвучен: Такаки Оотамари
Дракон, испытывающий интерес к Химэно.
Тидори Хяппо (яп. 百歩 千鳥 Хяппо Тидори)
Озвучен: Дайсукэ Оохаси
Застенчивый ангел, помощник Манами.
Ютака Нэкоми (яп. 猫見 豊 Нэкоми Ютака)
Озвучена: Ёмоя Яно
Кот. Друг Комори.
Косаку Фудзимото (яп. 藤本 公作 Фудзимото Ко:саку)
Озвучена: Такахиро Мива
Кецалькоатль Сассассул (яп. ケツァルコアトル・サスサススール Кэцарукоатору Сасусасусу:ру)
Озвучена: Ю Аясэ
Студент по обмену из Антарктиды, похожий на змею. Поскольку у её расы логичное мышление, она чувствует себя инопланетянином в японской культуре, но она нежна, дружелюбна и легко адаптируется.
Сино (яп. 紫乃)
Озвучена: Аканэ Кирю
Двоюродная сестра Химэно и без ума от неё. Ходит в детский сад.
Миура (яп. 美浦)
Озвучена: Аяка Имамура
Тигуса Митама (яп. 御魂 ちぐさ Митама Тигуса), Тинами Митама (яп. 御魂 智奈美 Митами Тинами), Тихо Митама (яп. 御魂 千穂 Митама Тихо)
Озвучены: Ацуми Танэдзаки
Более известны как Ти-тян — идентичные тройняшки, младшие сёстры Манами и старшие Суэ. У них всех рыжие волосы, кошачьи уши и хвост, как у их отца. Любят своих старшую  и младшую сестер.
Суэ Митама (яп. 御魂 未摘 Митама Суэ)
Озвучена: Мэй Канна
Младшая из сестёр Митама. Редкая смесь ангела и кошки, из-за чего страдает от странной болезни. Несмотря на свою хрупкую внешность, она веселый и игривый ребёнок. В отличие от старших сестер она тихая и сдержанная, чувствительная. Она обращается ко всем своим сёстрам «нэ-нэ».
Рири (яп. リリ)
Озвучена: Юрика Кубо
Подруга и соседка младших сестёр Митама, владелица шестиногой собаки Ёси.
Мии (яп. ミー)
Озвучена: Эрика Иситоби
Подруга Сино из детского сада.
Маки (яп. マキ)
Озвучена: Момо Асакура
Друг Сино из детского сада. Тоже кентавр.

## Манга
| №  | В Японии         | В Японии               | В США            | В США                  |
| №  | Дата публикации  | ISBN                   | Дата публикации  | ISBN                   |
| -- | ---------------- | ---------------------- | ---------------- | ---------------------- |
| 1  | 30 ноября 2011   | ISBN 978-4-19-950274-3 | 5 ноября 2013    | ISBN 978-1-937867-91-1 |
| 2  | 13 февраля 2012  | ISBN 978-4-19-950287-3 | 2 февраля 2014   | ISBN 978-1-626920-00-2 |
| 3  | 13 сентября 2012 | ISBN 978-4-19-950305-4 | 3 июня 2014      | ISBN 978-1-626920-33-0 |
| 4  | 13 февраля 2013  | ISBN 978-4-19-950325-2 | 2 сентября 2014  | ISBN 978-1-626920-48-4 |
| 5  | 13 июня 2013     | ISBN 978-4-19-950345-0 | 3 февраля 2015   | ISBN 978-1-626921-11-5 |
| 6  | 13 ноября 2013   | ISBN 978-4-19-950363-4 | 7 июля 2015      | ISBN 978-1-626921-35-1 |
| 7  | 13 марта 2014    | ISBN 978-4-19-950389-4 | 3 ноября 2015    | ISBN 978-1-626922-09-9 |
| 8  | 11 июля 2014     | ISBN 978-4-19-950404-4 | 29 марта 2016    | ISBN 978-1-626922-36-5 |
| 9  | 13 декабря 2014  | ISBN 978-4-19-950424-2 | 5 июля 2016      | ISBN 978-1-626922-83-9 |
| 10 | 13 мая 2015      | ISBN 978-4-19-950452-5 | 8 ноября 2016    | ISBN 978-1-626923-51-5 |
| 11 | 13 октября 2015  | ISBN 978-4-19-950475-4 | 21 марта 2017    | ISBN 978-1-626924-46-8 |
| 12 | 12 марта 2016    | ISBN 978-4-19-950499-0 | 22 августа 2017  | ISBN 978-1-626925-09-0 |
| 13 | 13 июля 2016     | ISBN 978-4-19-950519-5 | 12 декабря 2017  | ISBN 978-1-626925-88-5 |
| 14 | 13 декабря 2016  | ISBN 978-4-19-950541-6 | 3 апреля 2018    | ISBN 978-1-626927-18-6 |
| 15 | 13 июля 2017     | ISBN 978-4-19-950577-5 | 25 сентября 2018 | ISBN 978-1-626928-93-0 |
| 16 | 13 декабря 2017  | ISBN 978-4-19-950602-4 | -                |                        |

## Критика
Рецензент сайта Anime News Network Ребекка Сильверман дала манге оценку B- из A. В частности, она особо отметила продуманность мира манги.